# Благо (футбольний клуб)
Футбольний клуб «Благо» — український футбольний клуб з села Великий Буялик Березівського району Одеської області.

## Колишні назви
- 1990 — «Благо» Благоєве
- 2020 — «Нива» Іванівка

## Досягнення
- Бронзовий призер України серед аматорів (3): 1992/93, 1993/94, 1995/96
- Чемпіон Одеської області (3): 1992 (весна), 1992/93, 1995/96
- Бронзовий призер Одеської області (1): 1993/94
- Володар кубка Одеської області (2): 1992 (весна), 1992/93
- Фіналіст кубка Одеської області (1): 1991

## Всі сезони в незалежній Україні
| Сезон   | Чемпіонат         | Чемпіонат | Чемпіонат | Чемпіонат | Чемпіонат | Чемпіонат | Чемпіонат | Чемпіонат | Кубок       | Кубок | Кубок | Кубок | Кубок | Кубок | Кубок | Примітка |
| Сезон   | Ліга              | Місце     | І         | В         | Н         | П         | М         | О         | Етап        | І     | В     | Н     | П     | М     | О     | Примітка |
| ------- | ----------------- | --------- | --------- | --------- | --------- | --------- | --------- | --------- | ----------- | ----- | ----- | ----- | ----- | ----- | ----- | -------- |
| 1992/93 | —                 | —         | —         | —         | —         | —         | —         | —         | 1/64 фіналу | 1     | 0     | 0     | 1     | 1−2   | 0     |          |
| 1993/94 | —                 | —         | —         | —         | —         | —         | —         | —         | 1/64 фіналу | 1     | 0     | 0     | 1     | 0−5   | 0     |          |
| 1995/96 | Аматори (група 6) | 3 з 4     | 6         | 2         | 0         | 4         | 4-7       | 6         | —           | —     | —     | —     | —     | —     | —     |          |
| Всього  | Аматори           | 1 сезон   | 6         | 2         | 0         | 4         | 4-7       | 6         | >2 сезони   | 2     | 0     | 0     | 2     | 1−7   | 0     |          |

## Відомі футболісти
- Іщак Василь Євгенович
- Жарков Сергій Миколайович